# Ignace Van der Brempt
Ignace Van der Brempt (* 1. April 2002 in Antwerpen) ist ein belgischer Fußballspieler.

## Karriere

### Verein
Van der Brempt wechselte 2017 vom KV Mechelen zum FC Brügge. Im April 2019 erhielt der Jungspieler seinen ersten Profivertrag beim FC Brügge. Am 14. September 2019 gab Van der Brempt im Lokalderby gegen den Cercle Brügge sein Ligadebüt. Aufgrund seines Alters durfte er in der Saison 2020/21 auch in der U 23-Mannschaft des FC Brügge eingesetzt werden, die außer Konkurrenz in dieser Saison unter der Bezeichnung Club NXT in der Division 1B spielte.
Dadurch war es ihm möglich, innerhalb von 14 Tagen sowohl in der 2. Liga (Club NXT – KSMK Deinze am 27. November 2020) als auch in der Champions League (Lazio Rom – FC Brügge am 8. Dezember 2020) zu spielen. Van der Brempt bestritt in der Saison 2020/21 neun von 40 möglichen Ligaspielen für den FC Brügge und elf von 28 möglichen Ligaspielen für die zweite Mannschaft.
In der Saison 2021/22 kam er bis zu 25. Spieltag zu zwölf Einsätzen in der Division 1A. Zudem trat er für Brügge im gewonnenen Spiel um den belgischen Supercup sowie in zwei Pokal- und fünf Champions-League-Spielen an. Im Januar 2022 wechselte der Außenverteidiger zum österreichischen Bundesligisten FC Red Bull Salzburg, bei dem er einen bis Juni 2026 laufenden Vertrag erhielt. Im Positionsduell mit Rasmus Kristensen war der Belgier chancenlos und kam so bis zum Ende der Saison 2021/22 zu sechs Einsätzen in der Bundesliga, mit Salzburg holte er das Double aus Meisterschaft und Pokal. Im Sommer 2022 verließ Kristensen dann das Team zwar, gegen Leihrückkehrer Amar Dedić konnte Van der Brempt sich als Rechtsverteidiger aber ebenfalls nicht durchsetzen. So kam er in der Saison 2022/23 zu 15 Bundesligaeinsätzen, sechsmal schaffte er es in die Startelf. Mit Salzburg wurde er erneut Meister.
Zur Saison 2023/24 wechselte Van der Brempt leihweise nach Deutschland zum Zweitligisten Hamburger SV. Während der Leihe kam er zu 23 Einsätzen für die Hamburger in der 2. Bundesliga. Zur Saison 2024/25 kehrte er wieder nach Salzburg zurück, wo er zu einem weiteren Ligaeinsatz kam. Im August 2024 wurde er anschließend ein zweites Mal verliehen, diesmal nach Italien zum Erstligaaufsteiger Como 1907.

### Nationalmannschaft
2019 stand Van der Brempt im Kader der belgischen U-19-Nationalmannschaft. Im Juni 2021 debütierte er dann auch im U-21-Team. Mit jenem nahm er 2023 an der EM teil, bei dem er mit Belgien in der Vorrunde ausschied. Van der Brempt kam dabei zu einem Einsatz.

## Erfolge
- Belgischer Meister: 2019/20, 2020/21 (FC Brügge)
- Gewinner belgischer Fußball-Supercup: 2021 (FC Brügge)
- Österreichischer Meister: 2022, 2023 (FC Red Bull Salzburg)
- Österreichischer Cupsieger: 2022 (FC Red Bull Salzburg)